# César Mancillas Amador
César Mancillas Amador (Ensenada, Baja California; 21 de mayo de 1958) es un químico y político mexicano, miembro del Partido Acción Nacional y diputado federal en representación del III Distrito Electoral Federal de Baja California en la LXI Legislatura.